# IPTV
IPTV или Телевидение по протоколу интернета (Интерактивное телевидение) (англ. Internet Protocol Television) (IP-TV, IP-телевидение) — технология (стандарт) цифрового телевидения в сетях передачи данных по протоколу IP, используемая операторами цифрового кабельного телевидения, новое поколение телевидения. В последнее время часто путается с технологией ОТТ, которая, в свою очередь является подклассом IPTV в области распространения видеоконтента. Кроме того, не следует путать и с интернет-телевидением, которое передаётся потоковым видео и доступно пользователю напрямую, без посредников (компаний-операторов). Отличительной особенностью IPTV стала возможность просмотра телепрограмм с любого мобильного устройства: планшет, смартфон, ноутбук.

## Основные принципы
Архитектура комплекса IPTV, как правило, включает в себя следующие составляющие:
- Подсистема управления комплексом и услугами, которую ещё называют «Промежуточное программное обеспечение» или «IPTV Middleware»
- Подсистема приёма и обработки контента
- Подсистема защиты контента
- Подсистема видео серверов
- Подсистема мониторинга качества потоков и клиентского оборудования.

В качестве клиентского оборудования могут выступать любые компьютеры, соответствующие минимальным системным требованиям, специализированные ТВ приставки, медиа-плееры, телевизоры с технологией Smart TV, мобильные устройства.
На программном уровне доступ к ресурсам IPTV может осуществляться как при помощи специальных приложений (программ), так и при помощи обычного интернет-браузера, встроенного в устройство.
Доставка контента до клиентского оборудования осуществляется либо по управляемой IP-сети оператора связи с использованием технологии multicast или unicast (в зависимости от топологии сети), либо без привязки в сетях операторов связи (ОТТ).
Главным достоинством IPTV является интерактивность и возможность предоставления пользователям широкого набора дополнительных услуг, связанных с потреблением контента (Video on Demand (VoD), TVoIP, Time Shifted TV, Network Personal Video Recorder, Electronic Program Guide, Near Video on Demand). Возможности протокола IP позволяют предоставлять не только видеоуслуги, но и гораздо более широкий пакет услуг, в том числе интерактивных и интегрированных.
Помимо базовых услуг, IPTV может включать ряд дополнительных сервисов (видеотелефония, голосование, веб-порталы, Web, компьютерные игры, MOD KOD). Это возможно на основе унификации и стандартизации различных оконечных устройств, интеграции звука, видео и данных на основе IP-протокола и предоставления услуг на единой технологической платформе.
В IPTV есть возможность использовать для одного видеоряда двух и более каналов звукового сопровождения, например на русском и английском языках.
Преимущество IPTV перед аналоговым кабельным ТВ:
- Изображение и звук обычно качественнее, вплоть до HD-разрешения и 5.1-канального аудио;
- Интерактивность (возможность просмотреть, например, справку по фильму либо телепередаче, оставить отзыв);
- Сервисные возможности timeshift и video-on-demand.

## Техническое описание
IPTV функционирует в IP-сетях на основе следующих протоколов:
- UDP — для передачи потокового видео и аудио.
- HTTP — для организации интерактивных сервисов (таких как пользовательские меню и пр.), передачи потокового видео и аудио.
- RTSP — для управления потоками вещания.
- RTP — для передачи потокового видео.
- IGMP — для управления мультикаст-потоками.

В качестве технологии распространения пакетов может использоваться, как multicast, так и unicast.
В последнее время, за счет роста пропускных способностей сетей операторов связи и производительности оборудования, в основном используются протокол UDP и HTTP.

## IPTV Middleware
Middleware — промежуточное программное обеспечение для управления комплексом IPTV. Это основной компонент IPTV решения, так как он, в конечном итоге, и определяет набор услуг, доступный абоненту, пользовательский интерфейс, логику переходов и алгоритм управления. На Middleware возлагается роль координатора в процессе взаимодействия практически всех компонентов комплекса.
Ядро подсистемы управляет внешними компонентами комплекса, поддерживает базу данных абонентов и предоставляемых им услуг, занимается аутентификацией и авторизацией абонентских устройств, взаимодействует с системой учёта услуг (система управления имуществом, в отеле — система приёма-поселения PMS).
Абонентский портал (другое название: Пользовательский интерфейс абонента, Subscriber User Interface) — лицо всего комплекса, интерфейс, который видит абонент на своём экране, и благодаря которому он пользуется услугами.

## Cord cutting
Cord Cutting (англ., “избавление от кабеля”, корд каттинг) — практика зрителей телевидения по отказу от подписки на пакеты телевизионных каналов, подключаемых через местный телевизионный кабель или спутниковую тарелку, или уменьшение количества подписанных каналов платного ТВ, и переключение на просмотр видеоконтента через интернет.  Как правило, используется бесплатный либо менее дорогой контент по сравнению с подпиской на ТВ. Это может быть любая комбинация из широкополосного доступа в интернет и IPTV, записывающих устройств, антенн эфирного телевидения, бесплатных каналов спутникового вещания.  
Выделяется даже отдельная группа пользователей cord-nevers, которые никогда не платили за кабель, сразу полагаясь на доставку сигнала через интернет. Для подобных пользователей развивается подписка через интернет, что является частью общего тренда по становлению IPTV. Простое сокращение подписки до более дешёвых пакетов получило своё название — Cord shaving.  
Явление чрезвычайно популярно в США, где уже 22,2 млн домохозяйств подключены только к интернет-доступу (2017 г.).

## Нелегальные трансляции
Вместе с IPTV распространены и нелегальные Интернет-потоки телеканалов. Большинство из таких не предполагают общественный просмотр в чистом виде, и могут быть заблокированы моментально.